# Jukotkî, Cernihiv
Jukotkî (în ucraineană Жукотки) este localitatea de reședință a comunei Jukotkî din raionul Cernihiv, regiunea Cernihiv, Ucraina.

## Demografie
Componența lingvistică a localității Jukotkî
     Ucraineană (97,52%)
     Rusă (2,28%)
     Alte limbi (0,21%)
Conform recensământului din 2001, majoritatea populației localității Jukotkî era vorbitoare de ucraineană (97,52%), existând în minoritate și vorbitori de rusă (2,28%).